# Kunów (gmina)
Kunów est une gmina mixte du powiat de Ostrowiec, Sainte-Croix, dans le centre-sud de la Pologne. Son siège est la ville de Kunów, qui se situe environ 9 km à l'ouest d'Ostrowiec Świętokrzyski et 48 km à l'est de la capitale régionale Kielce.
La gmina couvre une superficie de 113,73 km2 pour une population de 9 731 habitants (2020).

## Géographie
Outre la ville de Kunów, la gmina inclut les villages de Biechów, Boksycka, Bukowie, Chocimów, Doły Biskupie, Doły Opacie, Janik, Kaplica, Kolonia Inwalidzka, Kolonia Piaski, Kurzacze, Małe Jodło, Miłkowska Karczma, Nietulisko Duże, Nietulisko Małe, Prawęcin, Rudka, Udziców et Wymysłów.
La gmina borde la ville d'Ostrowiec Świętokrzyski et les gminy de Bodzechów, Brody, Pawłów, Sienno et Waśniów.